# Mercury Summer
"Mercury Summer" é um single da banda de rock alternativo inglesa Fightstar, pertecente ao álbum Be Human lançado em 2009.

## Faixas
CD:
1. "Mercury Summer" (Single Edit)
2. "Athea"

Vinil 7":
1. "Mercury Summer"
2. "We Left Tracks of Fire"

iTunes EP Bundle :
1. "Mercury Summer" (Single Edit)
2. "Athea"
3. "We Left Tracks of Fire"
4. "Mercury Summer" (Acoustic)
5. "Mercury Summer" (Nero vs. Ohms Remix)
6. "Mercury Summer" (Music Video)